# 齐村镇 (富平县)
齐村镇，是中华人民共和国陕西省渭南市富平县下辖的一个乡镇级行政单位。

## 行政区划
齐村镇下辖以下地区：
涝池村、西陵村、支沟村、石科村、横坡村、方井村、义门村、桥西村、和平村、安乐村、董南村、杨村、三合村和街子村。